# Thurø

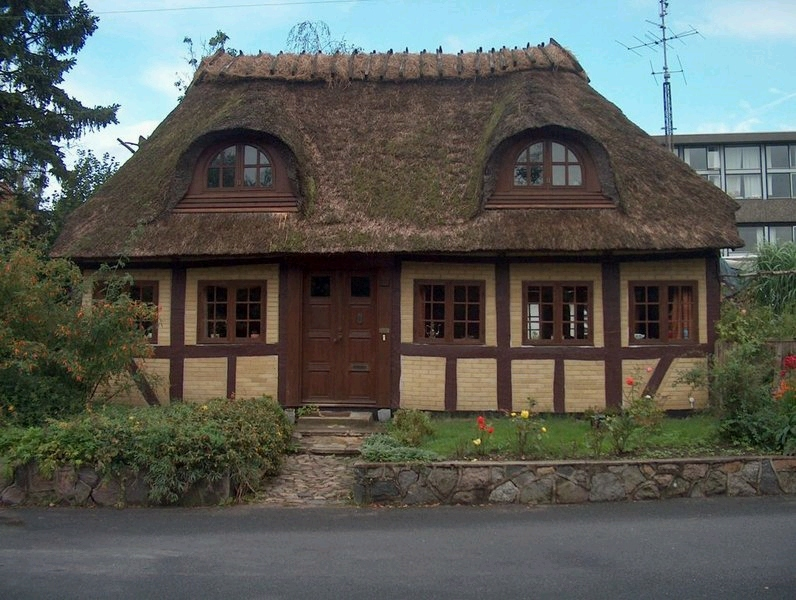
Uma casa em Thurø

Thurø é uma ilha dinamarquesa.